# Tamás Priskin
Tamás Priskin (ur. 27 września 1986 w Komárnie) – węgierski piłkarz grający na pozycji napastnika w reprezentacji Węgier oraz Ferencvárosi TC. Ma podwójne obywatelstwo: słowackie oraz węgierskie.

## Życiorys
Priskin urodził się w Komárnie, słowackim mieście leżącym na granicy z Węgrami. W wieku 10 lat wstąpił do szkółki piłkarskiej klubu FC Komárno. W 2001 dołączył do młodzieżowej sekcji zespołu Győri ETO FC, występującego w pierwszej lidze węgierskiej. Dwa lata później podpisał profesjonalny kontrakt z tym klubem i już w kwietniu 2003 roku zadebiutował w rozgrywkach ligowych. W ciągu trzech lat strzelił 24 bramki w 67 meczach, czym zainteresował kluby grające w najsilniejszych ligach europejskich. W 2005 roku Priskin otrzymał węgierskie obywatelstwo i jeszcze tego samego roku Lothar Matthäus powołał go do reprezentacji narodowej Węgier. Napastnik zadebiutował w kadrze 17 sierpnia, w spotkaniu z Argentyną, rozgrywanym w Budapeszcie (1:2).
Typowany na następcę Lukasa Podolskiego w FC Köln, Priskin przeszedł ostatecznie do beniaminka angielskiej Premiership, zespołu Watford F.C., który kupił zawodnika za 150 tysięcy funtów latem 2006 roku.
Urodzony na Słowacji piłkarz zadebiutował w ekstraklasie angielskiej w pierwszej kolejce sezonu, w spotkaniu z Evertonem (1:2), w którym zaliczył asystę. W październiku Priskin zdobył swoją pierwszą bramkę dla Watfordu, w meczu pucharowym z Hull City (2:1). W grudniu zaliczył pierwsze trafienie w Premiership, w meczu z Wigan Athletic, jednak nie zostało ono oficjalnie uznane (mecz przerwano ze względu na warunki atmosferyczne i rozegrano na nowo w lutym; w powtórce Priskin nie zagrał). Oficjalnie napastnik strzelił swoją pierwszą bramkę w lidze angielskiej dopiero w kwietniu 2007 roku, w spotkaniu z Portsmouth F.C. (4:2). Niecałe dwa tygodnie później Priskin zaliczył następne trafienie, jednak zaledwie remis jego zespołu (1:1 z Manchesterem City) spowodował, że Watford spadł do The Championship.
Latem 2009 roku, Priskin został sprzedany do zespołu Ipswich Town. Cena transferu nie została podana ale podobno oscylowała w granicach 1,7 miliona funtów.
19 stycznia 2012 roku przeszedł do drugoligowej rosyjskiej Ałanija Władykaukaz, z którą wywalczył awans do rosyjskiej Premier League. Następnie był piłkarzem Austrii Wiedeń, Maccabi Hajfa i Győri ETO. W 2015 przeszedł do Slovana Bratysława, a w 2017 do Ferencvárosi TC.
W reprezentacji swojego kraju zaliczył 40 występów oraz zdobył dwanaście bramek.

## Bramki w reprezentacji
| Nr | Data     | Przeciwnik | Bramka | Wynik | Typ spotkania        |
| -- | -------- | ---------- | ------ | ----- | -------------------- |
| 1  | 15/11/06 | Kanada     | 1-0    | 1-0   | Mecz towarzyski      |
| 2  | 06/02/07 | Cypr       | 1-2    | 1-2   | Mecz towarzyski      |
| 3  | 07/02/07 | Łotwa      | 1-0    | 2-0   | Mecz towarzyski      |
| 4  | 07/02/07 | Łotwa      | 2-0    | 2-0   | Mecz towarzyski      |
| 5  | 24/03/07 | Czarnogóra | 1-0    | 1-2   | Mecz towarzyski      |
| 6  | 28/03/07 | Mołdawia   | 1-0    | 2-0   | Eliminacje EURO 2008 |
| 7  | 20/08/08 | Czarnogóra | 1-1    | 3-0   | Mecz towarzyski      |
| 8  | 15/11/11 | Polska     | 1-1    | 1-2   | Mecz towarzyski      |